# 北牟婁郡

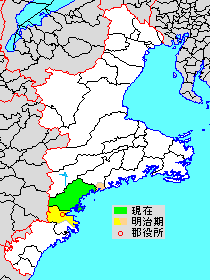
三重県北牟婁郡の範囲（緑：紀北町 薄黄：後に他郡に編入された区域）

北牟婁郡（きたむろぐん）は、三重県の郡。北牟娄郡と表記される場合もある。
人口12,980人、面積256.55km²、人口密度50.6人/km²。（2025年3月1日、推計人口）
以下の1町を含む。
- 紀北町（きほくちょう）

## 郡域
1879年（明治12年）に行政区画として発足した当時の郡域は、上記1町のほか、下記の区域にあたる。
- 尾鷲市の一部（早田町、九鬼町、南浦以北）
- 度会郡大紀町の一部（錦）

## 歴史
元は志摩国英虞郡の一部であったが、天正10年（1582年）に紀伊新宮城主の堀内氏善により紀伊国牟婁郡に編入された。

### 郡発足までの沿革
- 明治初年時点で、紀伊国牟婁郡のうち後の本郡の全域が和歌山藩領であった。「旧高旧領取調帳」に記載されている村は以下の通り。（16村22浦）

引本浦、船津村、長島浦、道瀬浦、古本村、便ノ山村、小浦村、小山浦、二郷村、海野浦、白浦、尾鷲南浦、天満浦、水地浦、早田浦、行野浦、尾鷲中井浦、堀北浦、野地村、錦浦、馬瀬村、上里村、河内村、中里村、三浦、矢口浦、大曽根浦、林浦、矢浜村、向井村、島勝浦、中桐村、前山村、九木浦、須賀利浦、大原村、十須村、江竜村
- 明治4年
  - 7月14日（1871年8月29日） - 廃藩置県により和歌山県の管轄となる。
  - 11月22日（1872年1月2日） - 第1次府県統合により、牟婁郡のうち概ね熊野川・北山川以東が度会県の管轄となる。
- 明治6年（1873年） - 林浦が尾鷲南浦に合併。（16村21浦）
- 明治7年（1874年）（14村20浦）
  - 堀北浦・野地村が尾鷲中井浦に合併。
  - 江竜村が十須村に合併。
- 明治9年（1876年）（13村19浦）
  - 4月18日 - 第2次府県統合により三重県の管轄となる。
  - 水地浦が天満浦に合併。
  - 中桐村・前山村が合併して島原村となる。
  - 古本村が改称して相賀村となる。

### 郡発足以降の沿革
- 明治12年（1879年）2月5日 - 郡区町村編制法の三重県での施行により、牟婁郡のうち尾鷲南浦ほか13村19浦に行政区画としての北牟婁郡が発足。郡役所を尾鷲南浦に設置。

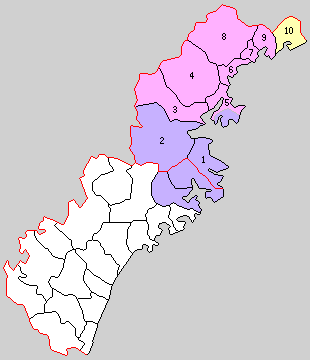
1.九鬼村 2.尾鷲町 3.相賀村 4.船津村 5.引本村 6.三野瀬村 7.長島村 8.赤羽村 9.二郷村 10.錦村（紫：尾鷲市 桃：紀北町 黄：度会郡大紀町）

- 明治22年（1889年）4月1日 - 町村制の施行により、以下の町村が発足。郡役所の所在地が尾鷲町となる。（1町9村）
  - 九鬼村 ← 行野浦、九木浦、早田浦（現・尾鷲市）
  - 尾鷲町 ← 尾鷲南浦、矢浜村、向井村、大曽根浦、尾鷲中井浦、天満浦（現・尾鷲市）
  - 相賀村 ← 相賀村、小山浦、便ノ山村（現・紀北町）
  - 船津村 ← 船津村、中里村、上里村、河内村、馬瀬村（現・紀北町）
  - 引本村 ← 引本浦、小浦村、矢口浦、白浦、島勝浦（現・紀北町）、須賀利浦（現・尾鷲市）
  - 三野瀬村 ← 海野浦、道瀬浦、三浦（現・紀北町）
  - 長島村（長島浦が単独村制。現・紀北町）
  - 赤羽村 ← 大原村、十須村、島原村（現・紀北町）
  - 二郷村（単独村制。現・紀北町）
  - 錦村（錦浦が単独村制。現・度会郡大紀町）
- 明治30年（1897年）
  - 5月31日（1町11村）
    - 引本村の一部（島勝浦・白浦）が分立して桂城村が発足。
    - 引本村の一部（須賀利浦）が分立して須賀利村が発足。

  - 9月1日 - 郡制を施行。
- 明治32年（1899年）
  - 2月21日（3町9村）
    - 引本村が町制施行して引本町となる。
    - 長島村が町制施行して長島町となる。
- 明治42年（1909年）10月18日 - 九鬼村の一部（行野浦）が尾鷲町に編入。
- 大正12年（1923年）4月1日 - 郡会が廃止。郡役所は存続。
- 大正15年（1926年）7月1日 - 郡役所が廃止。以降は地域区分名称となる。
- 昭和3年（1928年）11月3日 - 相賀村が町制施行して相賀町となる。（4町8村）
- 昭和9年（1934年）9月1日 - 相賀町（おうがちょう）が改称して相賀町（あいがちょう）となる。
- 昭和10年（1935年）時点での当郡の面積は412.47平方km、人口は45,814人（男22,913人・女22,901人）[1]。
- 昭和15年（1940年）11月10日 - 錦村が町制施行して錦町となる。（5町7村）
- 昭和25年（1950年）12月15日 - 二郷村が長島町に編入。（5町6村）
- 昭和29年（1954年）
  - 6月20日 - 尾鷲町・須賀利村・九鬼村・南牟婁郡北輪内村・南輪内村が合併して尾鷲市が発足し、郡より離脱。（4町4村）
  - 8月1日 - 引本町・相賀町・船津村・桂城村が合併して海山町が発足。（3町2村）
- 昭和30年（1955年）
  - 1月1日 - 長島町・三野瀬村が合併し、改めて長島町が発足。（3町1村）
  - 2月5日 - 赤羽村が長島町に編入。（3町）
- 昭和32年（1957年）2月1日 - 錦町が度会郡柏崎村と合併して度会郡紀勢町（現・大紀町）が発足し、郡より離脱。（2町）
- 昭和45年（1970年）8月1日 - 長島町が改称して紀伊長島町となる。
- 平成17年（2005年）10月11日 - 紀伊長島町・海山町が合併して紀北町となる。（1町）

### 変遷表
| 明治22年以前 | 明治22年以前             | 明治22年 4月1日 町村制施行 | 明治22年 - 昭和5年                          | 昭和6年 - 昭和25年                         | 昭和26年 - 昭和30年          | 昭和31年 - 昭和64年                | 平成元年 - 現在               | 現在          |
| ------------ | ------------------------ | -------------------------- | ------------------------------------------- | ------------------------------------------ | ---------------------------- | ---------------------------------- | ----------------------------- | ------------- |
| 錦浦         | 錦浦                     | 錦村                       | 錦村                                        | 昭和15年11月10日 町制 錦町                 | 錦町                         | 昭和32年2月1日 度会郡紀勢町 の一部 | 平成17年2月14日 度会郡 大紀町 | 度会郡 大紀町 |
| 長島浦       | 長島浦                   | 長島村                     | 明治32年2月21日 町制 長島町                 | 長島町                                     | 昭和30年1月1日 長島町        | 昭和45年8月1日 改称 紀伊長島町     | 平成17年10月11日 紀北町       | 紀北町        |
| 二郷村       | 二郷村                   | 二郷村                     | 二郷村                                      | 昭和25年12月15日 長島町に編入              | 昭和30年1月1日 長島町        | 昭和45年8月1日 改称 紀伊長島町     | 平成17年10月11日 紀北町       | 紀北町        |
| 三浦         | 三浦                     | 三野瀬村                   | 三野瀬村                                    | 三野瀬村                                   | 昭和30年1月1日 長島町        | 昭和45年8月1日 改称 紀伊長島町     | 平成17年10月11日 紀北町       | 紀北町        |
| 道瀬浦       |                          | 三野瀬村                   | 三野瀬村                                    | 三野瀬村                                   | 昭和30年1月1日 長島町        | 昭和45年8月1日 改称 紀伊長島町     | 平成17年10月11日 紀北町       | 紀北町        |
| 海野浦       |                          | 三野瀬村                   | 三野瀬村                                    | 三野瀬村                                   | 昭和30年1月1日 長島町        | 昭和45年8月1日 改称 紀伊長島町     | 平成17年10月11日 紀北町       | 紀北町        |
| 中桐村       | 明治9年 島原村           | 赤羽村                     | 赤羽村                                      | 赤羽村                                     | 昭和30年2月5日 長島町に編入  | 昭和45年8月1日 改称 紀伊長島町     | 平成17年10月11日 紀北町       | 紀北町        |
| 前山村       | 明治9年 島原村           | 赤羽村                     | 赤羽村                                      | 赤羽村                                     | 昭和30年2月5日 長島町に編入  | 昭和45年8月1日 改称 紀伊長島町     | 平成17年10月11日 紀北町       | 紀北町        |
| 大原村       |                          | 赤羽村                     | 赤羽村                                      | 赤羽村                                     | 昭和30年2月5日 長島町に編入  | 昭和45年8月1日 改称 紀伊長島町     | 平成17年10月11日 紀北町       | 紀北町        |
| 十須村       |                          | 赤羽村                     | 赤羽村                                      | 赤羽村                                     | 昭和30年2月5日 長島町に編入  | 昭和45年8月1日 改称 紀伊長島町     | 平成17年10月11日 紀北町       | 紀北町        |
| 江竜村       | 明治7年 十須村に合併     | 赤羽村                     | 赤羽村                                      | 赤羽村                                     | 昭和30年2月5日 長島町に編入  | 昭和45年8月1日 改称 紀伊長島町     | 平成17年10月11日 紀北町       | 紀北町        |
| 古本村       | 明治9年 改称 相賀村      | 相賀村                     | 昭和3年11月3日 町制 相賀町 （おうがちょう） | 昭和9年9月1日 改称 相賀町 （あいがちょう） | 昭和29年8月1日 海山町        | 海山町                             | 平成17年10月11日 紀北町       | 紀北町        |
| 便ノ山村     |                          | 相賀村                     | 昭和3年11月3日 町制 相賀町 （おうがちょう） | 昭和9年9月1日 改称 相賀町 （あいがちょう） | 昭和29年8月1日 海山町        | 海山町                             | 平成17年10月11日 紀北町       | 紀北町        |
| 小山浦       |                          | 相賀村                     | 昭和3年11月3日 町制 相賀町 （おうがちょう） | 昭和9年9月1日 改称 相賀町 （あいがちょう） | 昭和29年8月1日 海山町        | 海山町                             | 平成17年10月11日 紀北町       | 紀北町        |
| 船津村       | 船津村                   | 船津村                     | 船津村                                      | 船津村                                     | 昭和29年8月1日 海山町        | 海山町                             | 平成17年10月11日 紀北町       | 紀北町        |
| 中里村       |                          | 船津村                     | 船津村                                      | 船津村                                     | 昭和29年8月1日 海山町        | 海山町                             | 平成17年10月11日 紀北町       | 紀北町        |
| 上里村       |                          | 船津村                     | 船津村                                      | 船津村                                     | 昭和29年8月1日 海山町        | 海山町                             | 平成17年10月11日 紀北町       | 紀北町        |
| 河内村       |                          | 船津村                     | 船津村                                      | 船津村                                     | 昭和29年8月1日 海山町        | 海山町                             | 平成17年10月11日 紀北町       | 紀北町        |
| 馬瀬村       |                          | 船津村                     | 船津村                                      | 船津村                                     | 昭和29年8月1日 海山町        | 海山町                             | 平成17年10月11日 紀北町       | 紀北町        |
| 引本浦       | 引本浦                   | 引本村                     | 明治32年2月2日 町制 引本町                  | 引本町                                     | 昭和29年8月1日 海山町        | 海山町                             | 平成17年10月11日 紀北町       | 紀北町        |
| 小浦村       |                          | 引本村                     | 明治32年2月2日 町制 引本町                  | 引本町                                     | 昭和29年8月1日 海山町        | 海山町                             | 平成17年10月11日 紀北町       | 紀北町        |
| 矢口浦       |                          | 引本村                     | 明治32年2月2日 町制 引本町                  | 引本町                                     | 昭和29年8月1日 海山町        | 海山町                             | 平成17年10月11日 紀北町       | 紀北町        |
| 白浦         | 白浦                     | 引本村                     | 明治30年5月31日 桂城村                      | 桂城村                                     | 昭和29年8月1日 海山町        | 海山町                             | 平成17年10月11日 紀北町       | 紀北町        |
| 島勝浦       |                          | 引本村                     | 明治30年5月31日 桂城村                      | 桂城村                                     | 昭和29年8月1日 海山町        | 海山町                             | 平成17年10月11日 紀北町       | 紀北町        |
| 須賀利浦     | 須賀利浦                 | 引本村                     | 明治30年5月31日 須賀利村                    | 須賀利村                                   | 昭和29年6月20日 尾鷲市の一部 | 尾鷲市の一部                       | 尾鷲市の一部                  | 尾鷲市        |
| 尾鷲中井浦   | 尾鷲中井浦               | 尾鷲町                     | 尾鷲町                                      | 尾鷲町                                     | 昭和29年6月20日 尾鷲市の一部 | 尾鷲市の一部                       | 尾鷲市の一部                  | 尾鷲市        |
| 堀北浦       | 明治7年 尾鷲中井浦に合併 | 尾鷲町                     | 尾鷲町                                      | 尾鷲町                                     | 昭和29年6月20日 尾鷲市の一部 | 尾鷲市の一部                       | 尾鷲市の一部                  | 尾鷲市        |
| 野地村       | 明治7年 尾鷲中井浦に合併 | 尾鷲町                     | 尾鷲町                                      | 尾鷲町                                     | 昭和29年6月20日 尾鷲市の一部 | 尾鷲市の一部                       | 尾鷲市の一部                  | 尾鷲市        |
| 尾鷲南浦     |                          | 尾鷲町                     | 尾鷲町                                      | 尾鷲町                                     | 昭和29年6月20日 尾鷲市の一部 | 尾鷲市の一部                       | 尾鷲市の一部                  | 尾鷲市        |
| 林浦         | 明治6年 尾鷲南浦に合併   | 尾鷲町                     | 尾鷲町                                      | 尾鷲町                                     | 昭和29年6月20日 尾鷲市の一部 | 尾鷲市の一部                       | 尾鷲市の一部                  | 尾鷲市        |
| 天満浦       |                          | 尾鷲町                     | 尾鷲町                                      | 尾鷲町                                     | 昭和29年6月20日 尾鷲市の一部 | 尾鷲市の一部                       | 尾鷲市の一部                  | 尾鷲市        |
| 水地浦       | 明治9年 天満浦に合併     | 尾鷲町                     | 尾鷲町                                      | 尾鷲町                                     | 昭和29年6月20日 尾鷲市の一部 | 尾鷲市の一部                       | 尾鷲市の一部                  | 尾鷲市        |
| 矢浜村       |                          | 尾鷲町                     | 尾鷲町                                      | 尾鷲町                                     | 昭和29年6月20日 尾鷲市の一部 | 尾鷲市の一部                       | 尾鷲市の一部                  | 尾鷲市        |
| 向井村       |                          | 尾鷲町                     | 尾鷲町                                      | 尾鷲町                                     | 昭和29年6月20日 尾鷲市の一部 | 尾鷲市の一部                       | 尾鷲市の一部                  | 尾鷲市        |
| 大曽根浦     |                          | 尾鷲町                     | 尾鷲町                                      | 尾鷲町                                     | 昭和29年6月20日 尾鷲市の一部 | 尾鷲市の一部                       | 尾鷲市の一部                  | 尾鷲市        |
| 行野浦       | 行野浦                   | 九鬼村                     | 明治42年10月18日 尾鷲町に編入               | 尾鷲町                                     | 昭和29年6月20日 尾鷲市の一部 | 尾鷲市の一部                       | 尾鷲市の一部                  | 尾鷲市        |
| 九木浦       | 九木浦                   | 九鬼村                     | 九鬼村                                      | 九鬼村                                     | 昭和29年6月20日 尾鷲市の一部 | 尾鷲市の一部                       | 尾鷲市の一部                  | 尾鷲市        |
| 早田浦       |                          | 九鬼村                     | 九鬼村                                      | 九鬼村                                     | 昭和29年6月20日 尾鷲市の一部 | 尾鷲市の一部                       | 尾鷲市の一部                  | 尾鷲市        |

## 行政
歴代郡長
| 代 | 氏名       | 就任年月日                 | 退任年月日                | 備考                   |
| -- | ---------- | -------------------------- | ------------------------- | ---------------------- |
| 1  | 福原資英   | 明治12年（1879年）5月5日   |                           |                        |
| 2  | 上月秀三   | 明治16年（1883年）3月18日  |                           |                        |
| 3  | 福原資英   | 明治16年（1883年）9月25日  |                           |                        |
| 4  | 下村御鍬   | 明治19年（1886年）9月17日  |                           |                        |
| 5  | 松平正秀   | 明治26年（1893年）2月25日  |                           |                        |
| 6  | 小野武次郎 | 明治27年（1894年）6月25日  |                           |                        |
| 7  | 田辺雷蔵   | 明治30年（1897年）5月29日  |                           |                        |
| 8  | 浜田源十郎 | 明治32年（1899年）4月27日  |                           |                        |
| 9  | 北野孝一   | 明治33年（1900年）7月23日  |                           |                        |
| 10 | 長英生     | 明治37年（1904年）12月29日 |                           |                        |
| 11 | 高橋俊益   | 明治39年（1906年）6月16日  |                           |                        |
| 12 | 谷野孝     | 明治40年（1907年）4月5日   |                           |                        |
| 13 | 水原寿一   | 明治42年（1909年）3月2日   |                           |                        |
| 14 | 大山元史   | 大正6年（1917年）2月28日   |                           |                        |
| 15 | 瓜生精一   | 大正8年（1919年）9月30日   |                           |                        |
| 16 | 後藤一郎   | 大正9年（1920年）12月4日   |                           |                        |
| 17 | 白鹿金市   | 大正11年（1922年）6月22日  | 大正15年（1926年）6月30日 | 郡役所廃止により、廃官 |